# Montagnes russes E-Powered

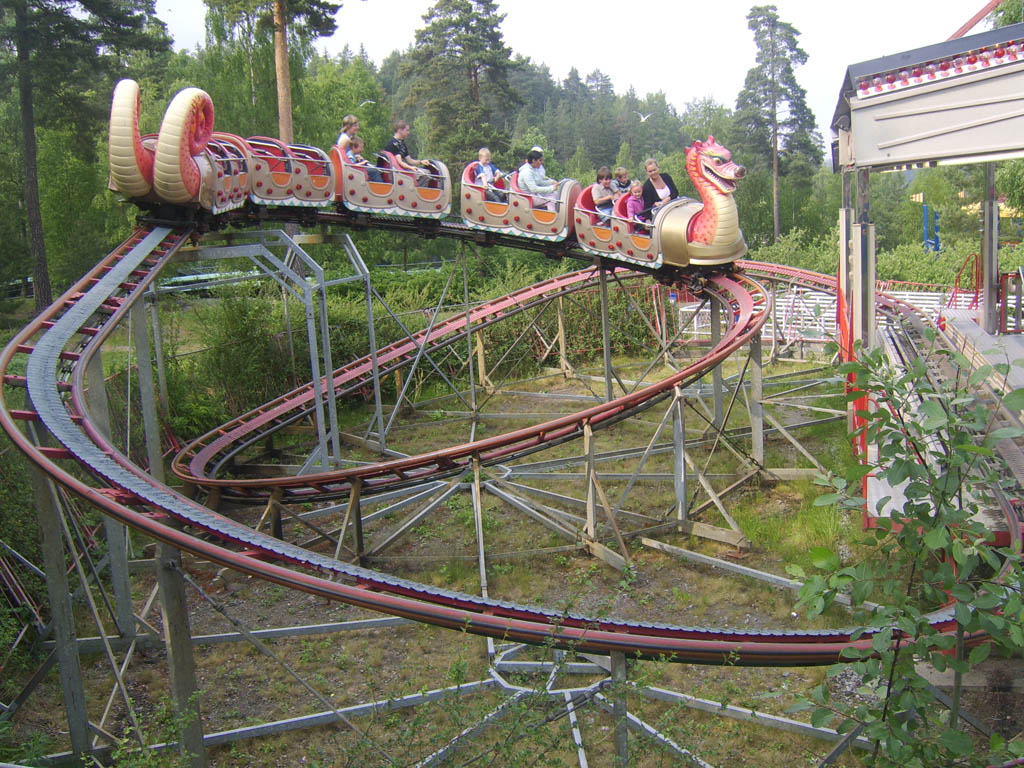
Dragen à Tusenfryd.

Les montagnes russes E-Powered ou Powered Coaster est un type de montagnes russes qui a la particularité d'avoir un moteur sur ses wagons permettant de tracter les trains sans la classique remontée à chaînes.
Les constructeurs les plus répandus pour ce genre d'installations sont Mack Rides, Wisdom Rides et Zamperla. 
Ce type d'installation est principalement utilisé pour des montagnes russes au parcours assez compact et accessible à toute la famille. Certaines sont mobiles/démontables, et font partie d'une fête foraine.
Le modèle le plus connu de E-Powered est le Dragon coaster de Zamperla (également appelé Dragon Wagons, bien qu'il existe aussi des versions classiques de ce modèle).
Les E-powered possèdent généralement un seul train qui exécute généralement plusieurs fois le circuit avant de s'arrêter en gare.

## Technique
Les trains sont généralement alimentés en électricité grâce au contact des rails (technique similaire aux locomotives électriques ou aux monorails).
Une version très rare existait au Royaume-Uni, au Camelot Theme Park. Le Dragon Flyer était une attraction diesel qui était conduite par le personnel du parc.

## Attractions de ce type
Quelques exemples de montagnes russes de ce type :
- Alpenexpress Enzian à Europa Park
- Arthur à Europa Park
- Bob Express à Bobbejaanland
- Brownie Coaster à Kennywood
- Casey Jr - Le petit train du cirque au Parc Disneyland
- Draconis à Plopsaland De Panne
- Dragen à Tusenfryd
- Dynamite Express à Drievliet
- Gold Mine Train à Nigloland
- Max & Moritz à Efteling
- Miniwah à Freizeitpark Plohn
- Runaway Mine Train à Alton Towers
- Thunder Run à Canada's Wonderland

## Constructeurs
- Mack Rides
- Zamperla
- Wisdom Rides
- Vekoma Un exemplaire : Casey Jr Le petit train du cirque à Disneyland Paris

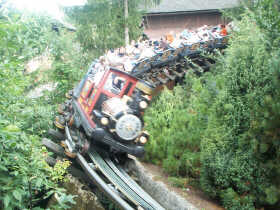
Alpenexpress Ezian à Europa Park
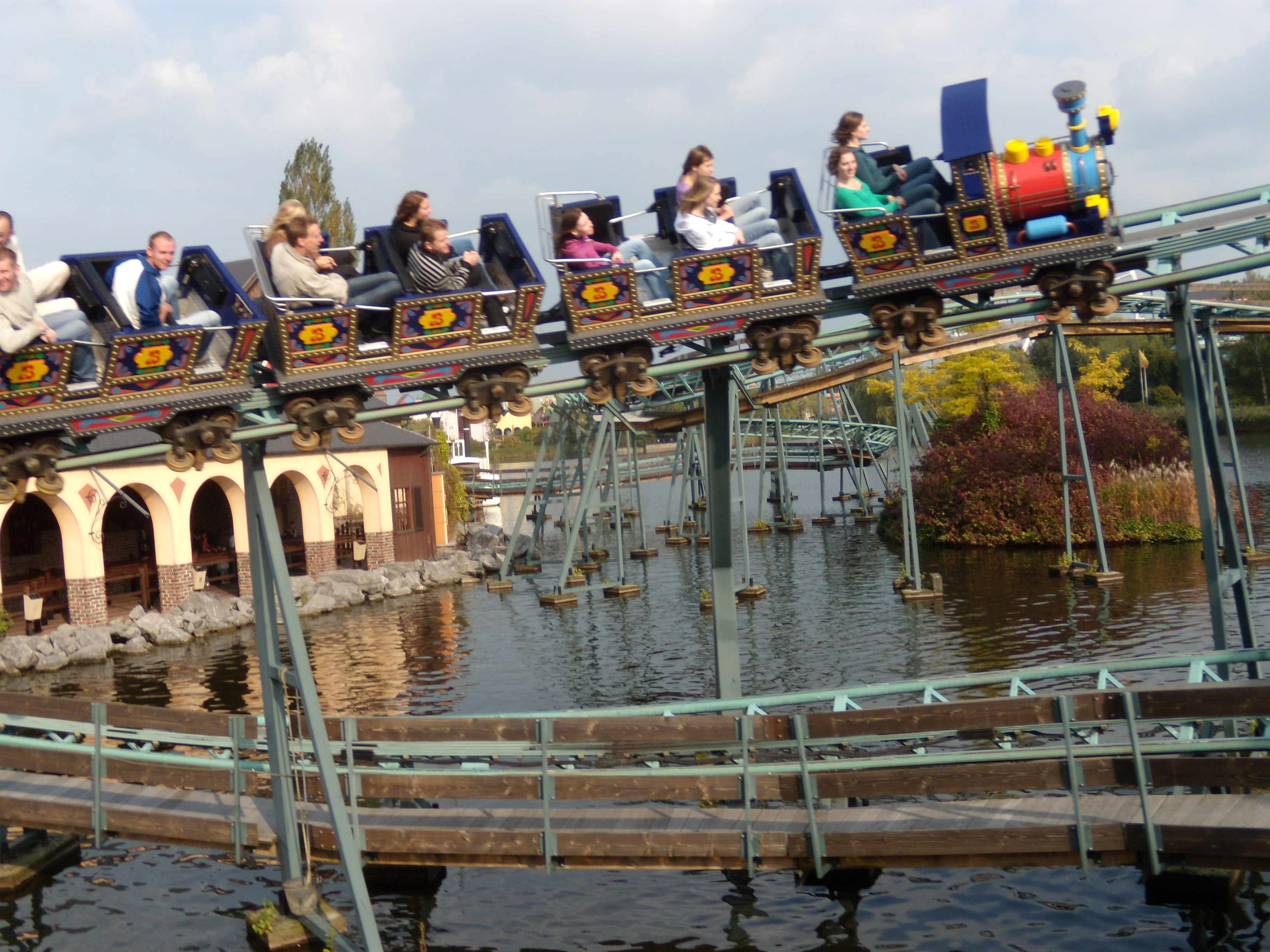
Bob Express à Bobbejaanland
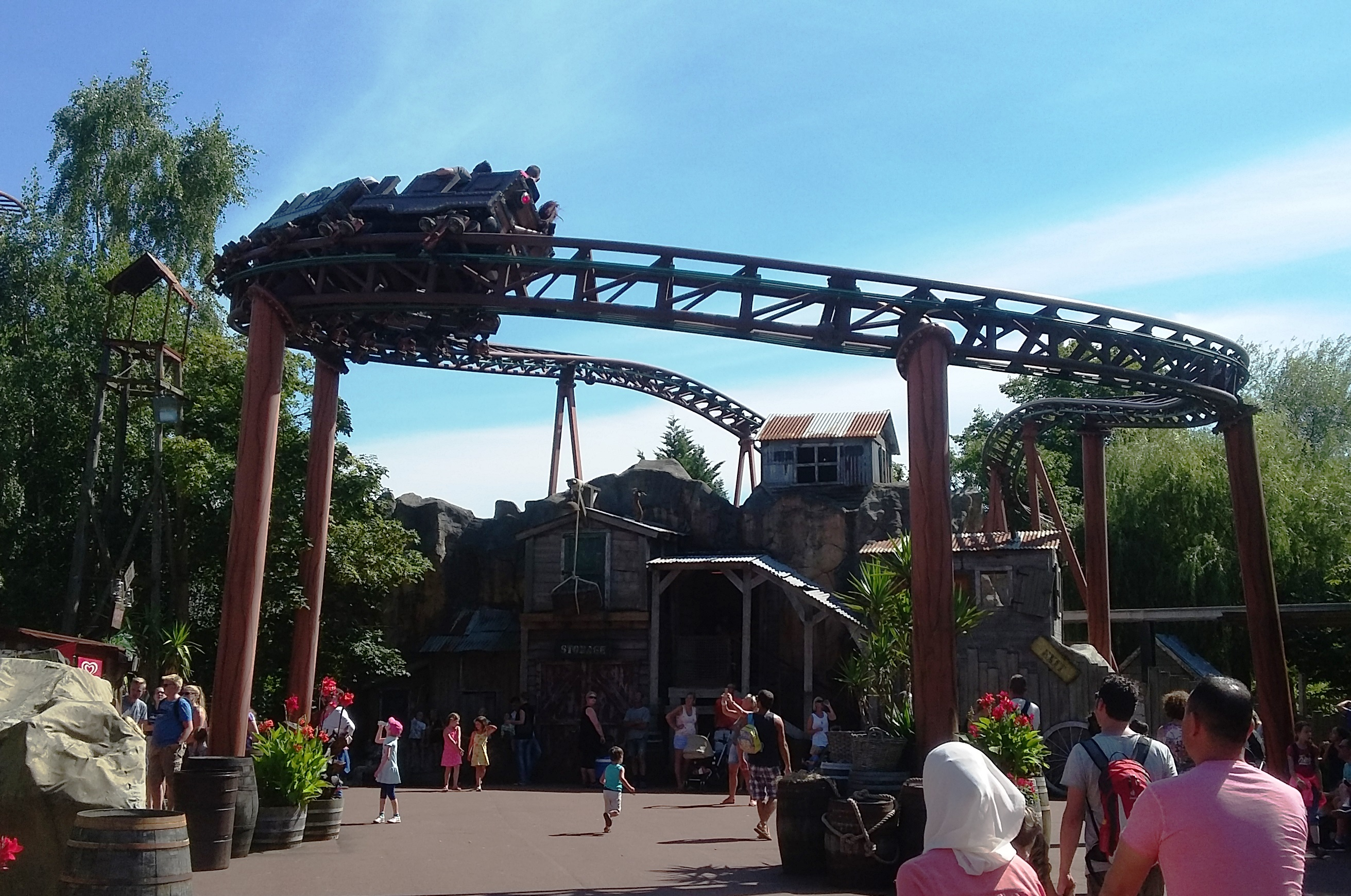
Dynamite Express à Drievliet
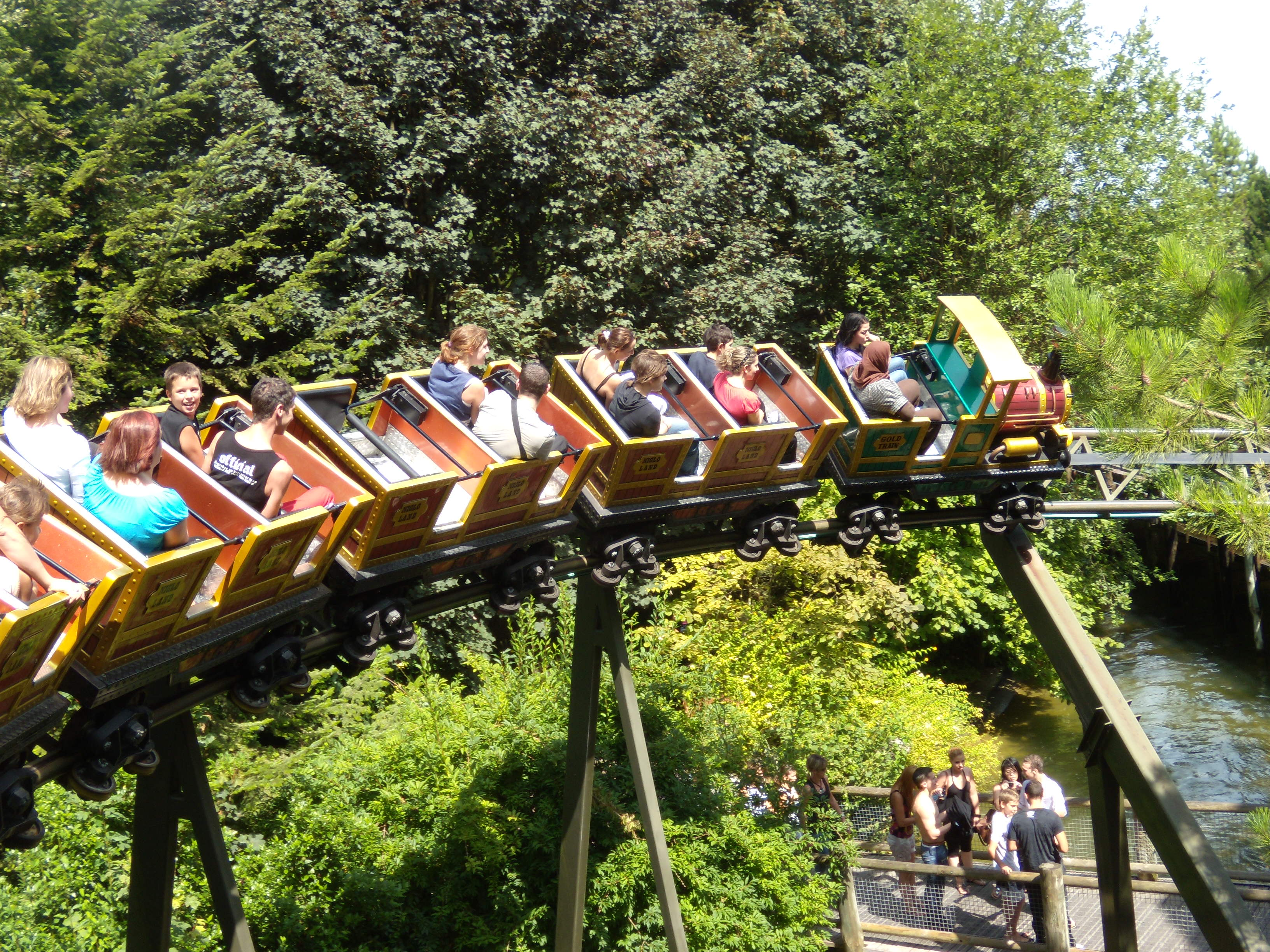
Gold Mine Train à Nigloland
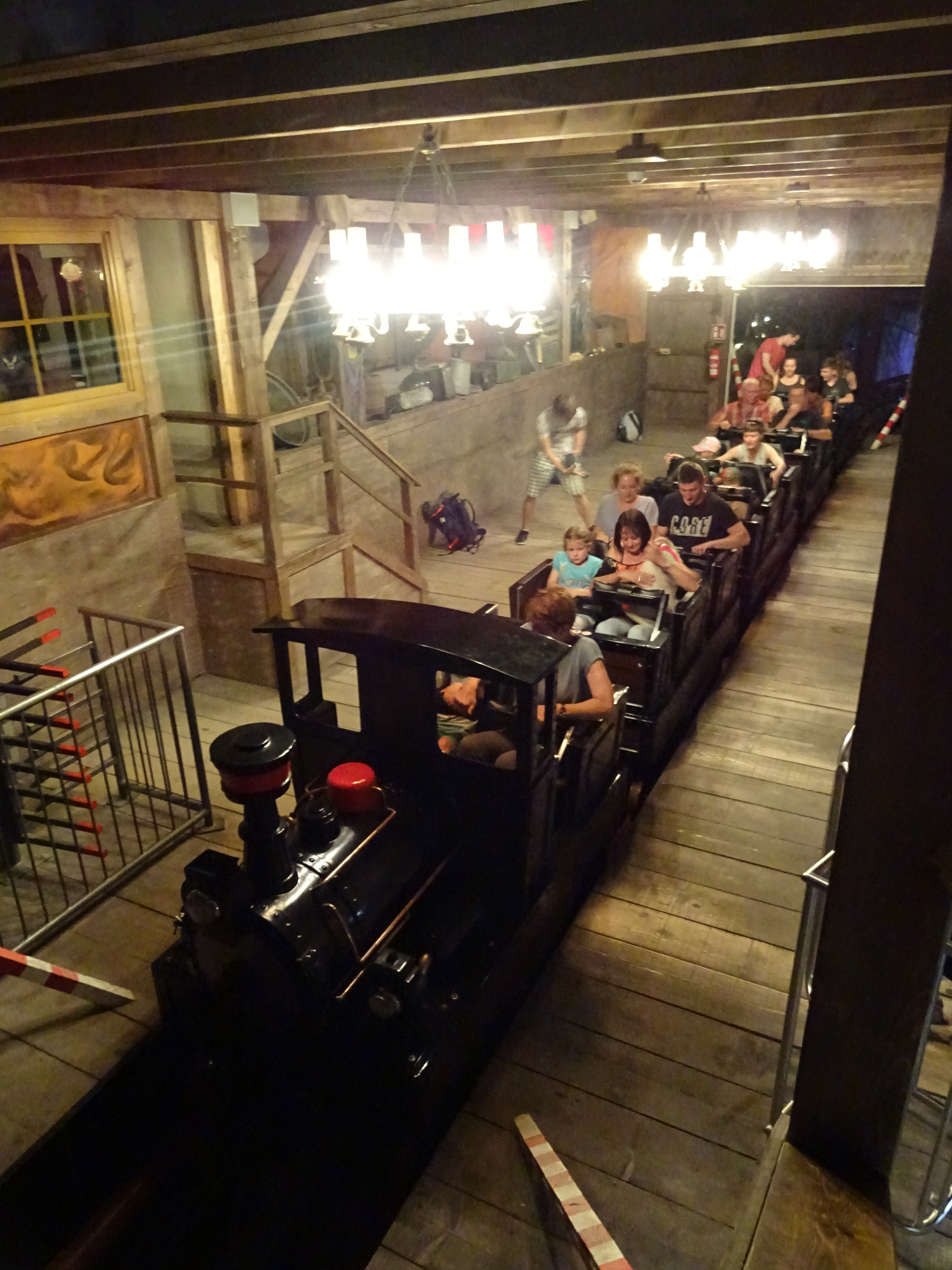
Miniwah à Freizeitpark Plohn
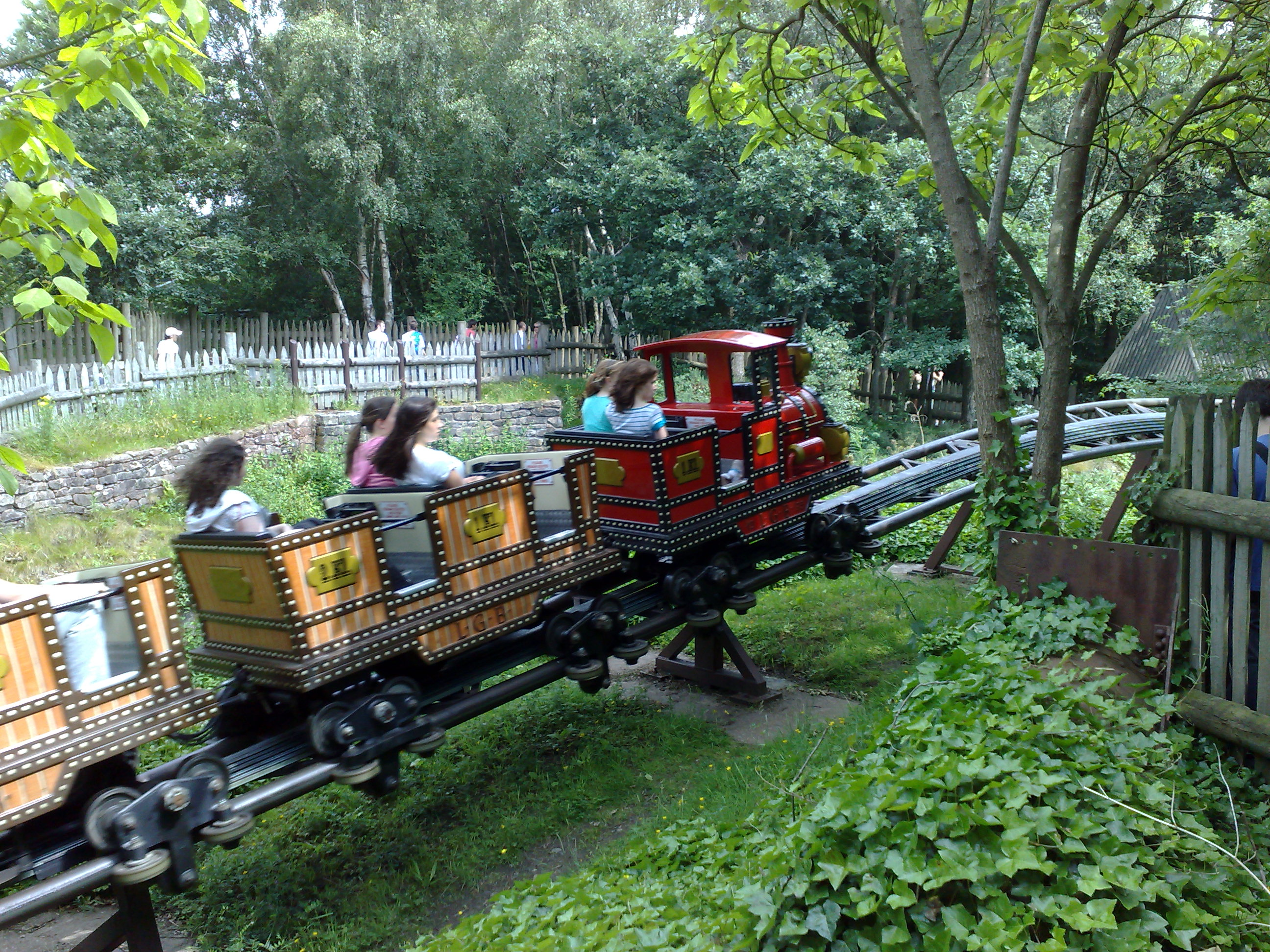
Runaway Mine Train à Alton Towers